# Michel Weber

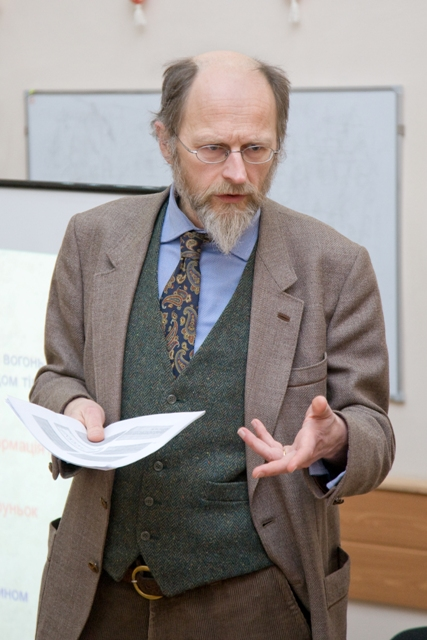
Michel Weber

Michel Weber (Brussel, 1963) is een Belgisch filosoof.
Hij staat vooral bekend als verklaarder en pleitbezorger van de filosofie van Alfred North Whitehead (1861-1947). Hij trok aandacht als architect en organisator van een breed netwerk van internationale academische verenigingen en collectieve, meestal interculturele uitgaveprojecten over Whitehead en de algemene relevantie van de procesfilosofie. Hij studeerde in België en in de Verenigde Staten, en schrijft zowel in het Engels als in het Frans.

## Monografieën
1. La Dialectique de l’intuition chez A. N. Whitehead: sensation pure, pancréativité et contiguïsme. Préface de Jean Ladrière. Mémoire couronné par la Classe des Lettres et des Sciences morales et politiques de l’Académie Royale de Belgique, Frankfurt / Paris, Ontos Verlag, 2005 (ISBN 3-937202-55-2).
2. Whitehead’s Pancreativism. The Basics. Foreword by Nicholas Rescher, Frankfurt / Paris, Ontos Verlag, 2006 (ISBN 3-938793-15-5).
3. L’Épreuve de la philosophie. Essai sur les fondements de la praxis philosophique, Louvain-la-Neuve, Éditions Chromatika, 2008 (ISBN 978-2-930517-02-5).
4. Éduquer (à) l’anarchie. Essai sur les conséquences de la praxis philosophique, Louvain-la-Neuve, Éditions Chromatika, 2008. (ISBN 978-2-930517-03-2).
5. (with Jean-Claude Dumoncel) Whitehead ou Le Cosmos torrentiel. Introductions à Procès et réalité, Louvain-la-Neuve, Éditions Chromatika, 2010 (ISBN 978-2-930517-05-6).
6. Whitehead's Pancreativism. Jamesian Applications, Frankfurt / Paris, ontos verlag, 2011 (ISBN 978-386838-103-0).
7. Essai sur la gnose de Harvard. Whitehead apocryphe, Louvain-la-Neuve, Les Éditions Chromatika, 2011 (ISBN 978-2-930517-26-1).
8. De quelle révolution avons-nous besoin ?, Paris, Éditions Sang de la Terre, 2013. (ISBN 978-2-86985-297-6)
9. Ethnopsychiatrie et syntonie. Contexte philosophique et applications cliniques, La-Neuville-aux-Joûtes, Jacques Flament Éditions, 2015. (ISBN 978-2-36336-210-0)
10. Petite philosophie de l’Art Royal. Analyse de l’alchimie franc-maçonne, Louvain-la-Neuve, Éditions Chromatika, 2015. (ISBN 978-2-930517-48-3)
11. The Political Vindication of Radical Empiricism. With Application to the Global Systemic Crisis, Claremont, Ca., Process Century Press, 2016. ISBN 978-1-940447-12-4
12. Pouvoir, sexe et climat. Biopolitique et création littéraire chez G. R. R. Martin, Avion, Éditions du Cénacle de France, 2017. (ISBN 978-2-916537-22-1)